# 打靈頓 (新南威爾斯州)
打靈頓是澳洲新南威爾斯州雪梨的一個小型內城市區，位於雪梨商業中心區以南約3（1.9英里）處，雪梨市地方政府行政區內。1864年成立為法團時，它是雪梨都會區最小一埠，面積僅44英畝（18公頃）。打靈頓以城市道、其利扶倫街、高登葛夫街（Golden Grove Street）、威路臣街（Wilson Street）及亞碧哥林卑街（Abercrombie Street）為界。

## 商業區
自1960年代雪梨大學擴建以來，亞碧哥林卑街夾羅臣街（Lawson Street）已成為打靈頓的商業中心。街道上有許多咖啡茶座、食肆、小雜貨店及其他店鋪。雪梨大學打靈頓校區內亦有商業活動。百老匯購物中心、紐鎮京街及列墳街購物區皆位於附近。

## 學校
- 打靈頓公立學校（Darlington Public School），位於亞碧哥林卑街，學前班至6年級[5]
- 捷賓達利幼兒中心（Chippendale Child Care Centre）

## 外部連結
- Shirley Fitzgerald. . Dictionary of Sydney. 2008  [26 September 2015]. （原始内容存档于2024-05-24）. [CC-By-SA]
- Darlington Public School （页面存档备份，存于）
- Royal Hotel （页面存档备份，存于）
- Adina Apartment Hotel Complex （页面存档备份，存于）
- Sydney Architecture
- Darlington Centre （页面存档备份，存于）
- Sydney University Sports and Aquatic Centre
- Victoria Park Pool 的存檔，存档日期5 September 2015.
- Prince Alfred Park Pool （页面存档备份，存于）
- Carriageworks
- Anna Schwartz Gallery
- Tin Sheds Gallery （页面存档备份，存于）
- Sheffer Gallery （页面存档备份，存于）
- Pine Street Creative Art Centre （页面存档备份，存于）
- White Rabbit Gallery （页面存档备份，存于）

33°53′25″S 151°11′48″E / 33.890334°S 151.19661°E